# Rooming-in

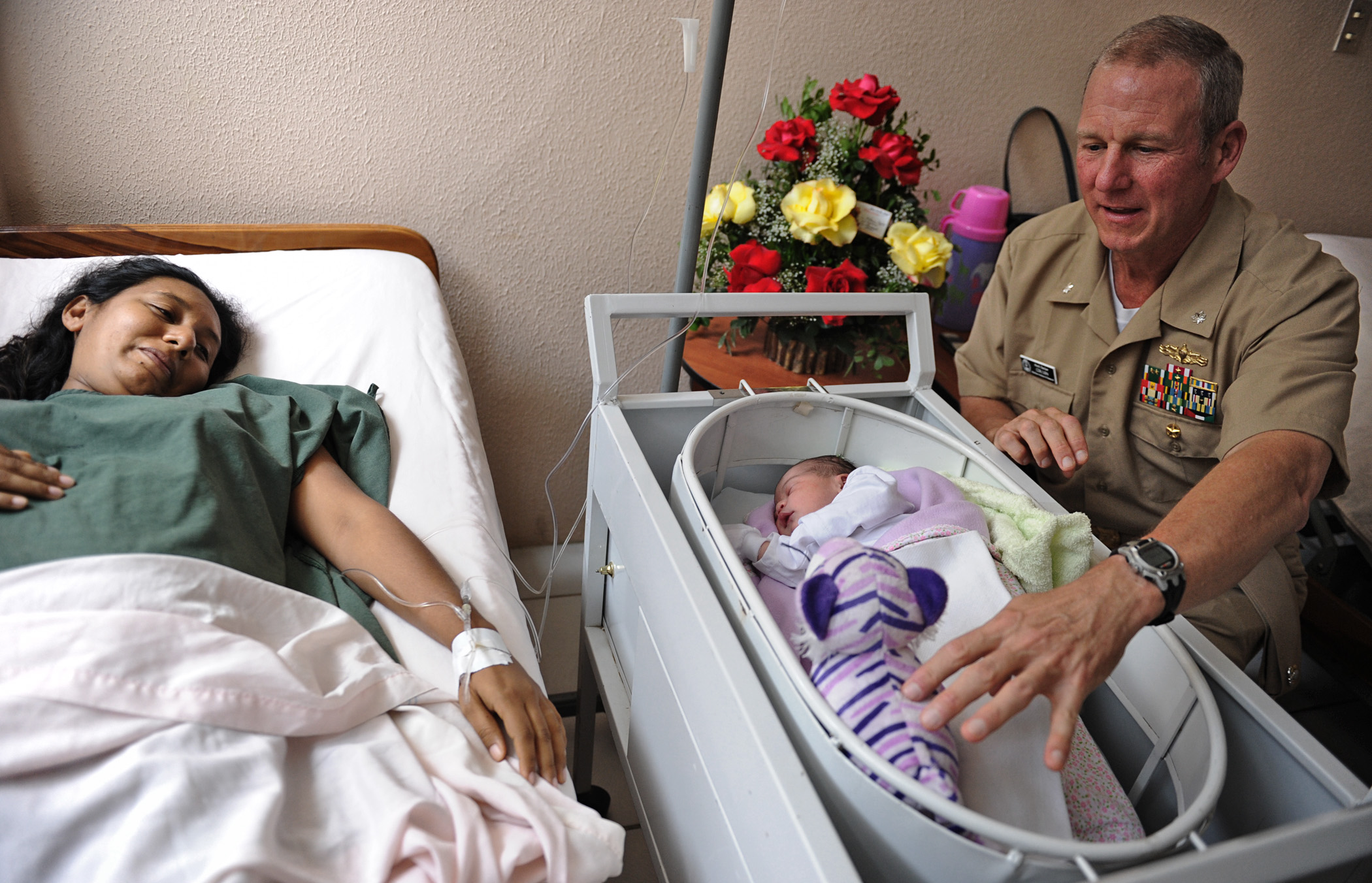

Il rooming-in è una forma di assistenza post-parto che il reparto maternità delle strutture ospedaliere offre alla mamma e al neonato, permettendo loro di stare nella stessa stanza ventiquattro ore al giorno.

## Efficacia ed applicazione
I principali organi internazionali (tra cui l'organizzazione mondiale della sanità e UNICEF) come pure quelli nazionali e locali (ad esempio il ministero della salute italiano) promuovono questo tipo di approccio, in quanto favorisce un sereno avvio all'allattamento e contribuisce al benessere della mamma e del bambino.
Grazie alla formazione del personale sanitario, la mamma può essere assistita durante le prime cure verso il neonato ed avere un supporto sulle prime fasi di allattamento. Grazie alla presenza del bambino accanto alla mamma anche il secondo genitore può avere i primi contatti con il neonato e partecipare alle prime cure di cui necessita. 
Lo stretto contatto mamma-neonato favorisce il benessere di entrambi, riducendo gli episodi di pianto e di malessere per il bambino, e la probabilità di insorgenza di depressione post-partum per il genitore.
Uno studio italiano svolto presso la clinica Ruesch di Napoli ha rilevato, tramite la misurazione del cortisolo salivare, che la pratica del rooming-in riduce i livelli di stress del neonato.

### Benefici nell'allattamento
Nel rooming-in è favorito l'allattamento a richiesta, la pratica di allattare il neonato senza seguire orari prestabiliti ma assecondando il suo bisogno. Per questo motivo, il rooming-in è stato inserito all'interno dei "dieci passi per il successo dell'allattamento al seno" dall'OMS.